# Журнал наукової фантастики

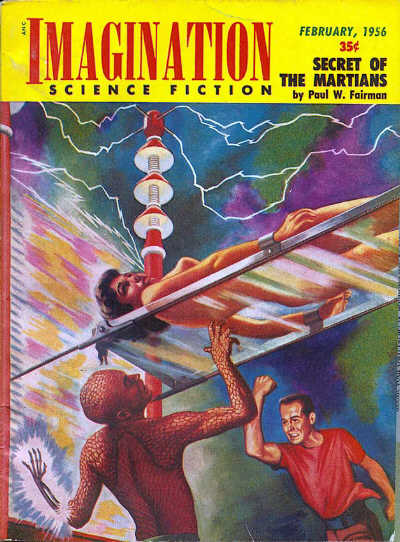
Обкладинка науково-фантастичного журналу Imagination у 1956 році

Журнал наукової фантастики — видання, яке пропонує в основному наукову фантастику у друкованому форматі або в Інтернеті. Журнали наукової фантастики традиційно представляли спекулятивну фантастику у формі оповідань, повістей, повістей або (зазвичай серіалізованих) романів, формат, який продовжується до наших днів. Багато з них також містять редакційні статті, рецензії на книги або статті, а деякі також містять історії в жанрі фентезі та жахів.

## Історія науково-фантастичних журналів
Малкольм Едвардс і Пітер Ніколлс ппишуть, що ранні журнали не були відомі як наукова фантастика: «Якби виникла потреба розмежувати їх, можна було б використати терміни „науковий роман“ або „різні історії“, але до появи журналу, спеціально присвяченого науковій фантастиці, не було потреби в ярлику для позначення цієї категорії. Першими спеціалізованими англомовними виданнями з ухилом у фантастику були Thrill Book (1919) і Weird Tales (1923), але редакційна політика обох була спрямована набагато більше на химерно-окультну фантастику, ніж на наукову».
Основні американські науково-фантастичні журнали включають Емейзін сторіз (Amazing Stories), Аналог (Astounding Science Fiction), Гелексі сайнс фікшн (Galaxy Science Fiction), Фентезі & Сайнс фікшн (The Magazine of Fantasy & Science Fiction) і Азімовз сайнс фікшн (Isaac Asimov's Science Fiction Magazine). Найвпливовішим британським науково-фантастичним журналом був Нові світи (New Worlds); нові британські науково-фантастичні журнали включають Інтерзона (Interzone) і Поллуто (Polluto). Багато науково-фантастичних журналів виходять іншими мовами, але жоден не отримав світового визнання чи впливу на англомовну наукову фантастику.
Зростає тенденція до публікації важливої роботи спочатку в Інтернеті як з економічних причин, так і з міркувань доступу. Публікація в Інтернеті може коштувати лише одну десяту вартості друкованого журналу, і в результаті активісти електронних видань вважають, що електронні журнали є більш інноваційними і беруть на себе більший ризик, публікуючи матеріал. Крім того, журнал доступний на міжнародному рівні, і його розповсюдження не є проблемою — хоча невідомість може бути проблемою. Прикладами успішних Інтернет-журналів є такі журнали, як Странж горізонс (Strange Horizons), Ideomancer, InterGalactic Medicine Show, Jim Baen's Universe та австралійський журнал Andromeda Spaceways Inflight Magazine (надає копії в електронному або паперовому вигляді).
Інтернет-журнали, як правило, віддають перевагу коротшим оповіданням і статтям, які легко читаються на екрані, і багато з них платять мало або взагалі нічого авторам, таким чином обмежуючи їх коло співавторів. Однак кілька веб-журналів Асоціація авторів наукової фантастики та фентезі Америки (SFWA) вносить до списку «платних ринків», що означає, що вони платять за «професійною» ставкою 8 центів за слово або більше. Ці журнали включають такі популярні назви, як Strange Horizons, InterGalactic Medicine Show і Clarkesworld Magazine. SFWA публікує список відповідних журналів і місць короткометражної художньої літератури, який містить усі поточні кваліфікаційні веб-ринки.
Всесвітній науково-фантастичний конвент (Worldcon) щороку присуджував нагороду Г'юго найкращому науково-фантастичному журналу, доки на початку 1970-х цю нагороду не було замінено на нагороду найкращому редакторові; Нагорода за найкращий напівпрофесійний журнал може бути присуджена журналу, орієнтованому на новини, або невеликому художньому журналу.
Журнали були єдиним способом публікації наукової фантастики приблизно до 1950 року, коли великі мейнстрімні видавництва почали видавати науково-фантастичні книги. Сьогодні існує відносно мало паперових науково-фантастичних журналів, і більшість друкованої наукової фантастики з'являється спочатку в книжковій формі. Науково-фантастичні журнали почали виходити в США, але було кілька великих британських журналів і журналів наукової фантастики, які публікувалися по всьому світу, наприклад, у Франції й Аргентині.

## Перші науково-фантастичні журнали
Перший науково-фантастичний журнал, Емейзін сторіз (Amazing Stories), був опублікований у форматі, відомому як бедшіт, розміром приблизно з лайф, але з квадратним корінцем. Пізніше більшість журналів змінилися на формат пульп, розміром приблизно з комікси чи National Geographic, але знову з квадратним корінцем. Зараз більшість журналів публікується у форматі дайджест, розміром приблизно з рідерс дайджест, хоча деякі мають стандартний розмір приблизно 8,5 x 11 дюймів і часто мають корінки скобами, а не склеєні квадратні корінки. Науково-фантастичні журнали цього формату часто містять нехудожні матеріали на додаток до художньої літератури. Знання цих форматів є перевагою при пошуку журналів у бібліотеках та колекціях, де журнали зазвичай розставлені на полицях відповідно до розміру.
Прем'єрний випуск Емейзін сторіз (квітень 1926 р.), відредагований і опублікований Г'юго Гернсбеком, містив обкладинку Френка Пола, що ілюструє «На кометі» Жуля Верна. Після багатьох незначних змін у назві та серйозних змін у форматі, політиці та видавництві Емейзін сторіз закінчилися в січні 2005 року після 607 випусків.
За винятком останнього випуску Стіррінґ сайнс сторіз (Stirring Science Stories), останнім справжнім журналом наукової фантастики (і фентезі) був Фантастік Адвенчерез (Fantastic Adventures) у 1939 році, але він швидко перейшов на формат pulp, а згодом був поглинутий своїм стабільним партнером розміром з дайджест у 1953 році Fantastic. До цього об'єднання вийшло 128 випусків.
Багато художньої літератури, опублікованої в цих простирадлових журналах, за винятком класичних передруків таких письменників, як Герберт Веллс, Жюль Верн та Едгар Аллан По, представляють лише антикварний інтерес. Деякі з них були написані підлітками-шанувальниками наукової фантастики, яким за їхні зусилля платили мало або взагалі нічого. Наприклад, Джеку Вільямсону було 19 років, коли він продав свою першу історію до Емейзін сторіз. З часом його написання значно покращилося, і аж до своєї смерті в 2006 році він все ще був письменником у віці 98 років.
Деякі з історій у перших випусках були написані вченими або лікарями, які майже нічого не знали про написання художньої літератури, але намагалися з усіх сил, наприклад, доктор Девід Х. Келлер. Ймовірно, двома найкращими оригінальними науково-фантастичними оповіданнями, коли-небудь опублікованими в журналі наукової фантастики, були «Марсіанська одіссея» Стенлі Вайнбаума та «Гостак і доші» доктора Майлза Брейера, який вплинув на Джека Вільямсона. «Гостак і доші» — одна з небагатьох історій тієї епохи, яку читають і сьогодні. Інші цікаві історії з простирадлових журналів включають перше оповідання Бака Роджерса , «Армагеддон 2419 нашої ери» Філіпа Френсіса Ноулана та «Космічний жайворонок» співавторів Едварда Елмера Сміта та місіс Лі Гокінс Гарбі, обидва в Емейзін сторіз 1928 року.
Було кілька невдалих спроб відновити розмір бедшіт, використовуючи папір кращої якості, зокрема Сайнс-Фікшн плюс (Science-Fiction Plus) під редакцією Г'юго Гернсбека (1952–53, вісім випусків). Aналог (Аstounding) двічі намагався ненадовго відновити розмір бедшіт, випустивши 16 випусків бедшіта у 1942—1943 роках і 25 випусків бедшіта (як Аналог, включаючи першу публікацію «Дюни» Френка Герберта) у 1963—1965 роках. Фентезі-журнал Юнноун (Unknown), також редагований Джоном У. Кемпбеллом, змінив назву на Юнноун ворлдс (Unknown Worlds) і опублікував десять номерів розміром із бедшіт, перш ніж повернутися до пульп-розміру для останніх чотирьох номерів. Емейзін сторіз опублікував 36 випусків бедшіта у 1991—1999 роках, а останні три випуски були бедшітом у 2004—2005 роках.

## Епоха пульпи
Астоундінґ сторіз (Astounding Stories) почав виходити в січні 1930 року. Після кількох змін у назві та форматі (Astounding Science Fiction, Analog Science Fact & Fiction, Analog) він все ще публікується сьогодні (хоча в 1943 році він перестав бути пульпом). Його найважливішому редактору, Джону Вуду Кемпбеллу-молодшому, приписують відвернення наукової фантастики від пригодницьких історій про чужі планети до добре написаних, науково грамотних історій з кращими характеристиками, ніж у попередній пульповій науково-фантастичній літературі. Трилогія «Фундація» Айзека Азімова та «Майбутня історія» Роберта Гайнлайна в 1940-х роках, «Місія гравітації» Гела Клемента в 1950-х і «Дюна» Френка Герберта в 1960-х, а також багато інших класичних творів наукової фантастики — усі вони вперше з'явилися під Редакція Кемпбелла.
До 1955 року ера пульпи закінчилася, і деякі журнали з пульпи перейшли до формату дайджестів. Друковані пригодницькі історії з колоритними героями відійшли на другий план. У цей же період закінчилася мода на радіопригодницьку драму (у Сполучених Штатах). Пізніші спроби відродити пульп-журнали як кримінальне чтиво, так і радіопригоди мали дуже обмежений успіх, але обидва користуються ностальгійними прихильниками, які збирають старі журнали та радіопрограми. Багато персонажів, особливо Тінь, були популярні як у пульп-журналах, так і на радіо.
Більшість пульпової наукової фантастики складалася з пригодницьких історій, перенесених, без особливих роздумів, на чужі планети. Наукова фантастика пульпи відома такими кліше, як стереотипні жіночі персонажі, нереалістичні гаджети та різноманітні фантастичні монстри. Однак багато класичних історій вперше були опубліковані саме в пульп-журналах. Наприклад, у 1939 році всі наступні відомі автори продали свою першу професійну науково-фантастичну історію журналам, що спеціалізуються на науково-фантастичній справі: Айзек Азімов, Роберт Гайнлайн, Артур Кларк, Альфред Бестер, Фріц Лайбер, Альфред ван Вогт і Теодор Стерджен. Вони були одними з найважливіших письменників-фантастів епохи пульпи, і всіх їх читають і сьогодні.

## Журнали формату дайджест
Після пульпової ери в газетних кіосках домінували дайджестові журнали. Першим науково-фантастичним журналом, який взяв розмір дайджесту, був Астоундінґ сторіз (Astounding Stories) у 1943 році. Іншими великими дайджестами, які публікували більше літературної наукової фантастики, були Фентезі & Сайнс фікшн (The Magazine of Fantasy & Science Fiction), Гелексі сайнс фікшн (Galaxy Science Fiction) та Іф (If). Під редакцією Селе Ґолдсміт Емейзін сторіз та Фантастік значною мірою змінилося від пригодницьких історій у стилі пульпи до літературної наукової фантастики та фентезі. Ґолдсміт опублікувала перші професійно опубліковані оповідання Роджера Желязни (не враховуючи студентської художньої літератури в Literary Cavalcade), Кіта Ломера, Томаса Діша, Соні Дорман і Урсули Ле Гуїн.
Також не бракувало дайджестів, які продовжували традицію бульварного чтива нашвидкуруч написаних пригодницьких історій, дія яких відбувається на інших планетах. Other Worlds та Imaginative Tales не мали літературних претензій. Основні публіцистичні автори, такі як Гайнлайн, Азімов і Кларк, продовжували писати для дайджестів, а нове покоління письменників, таких як Альгіс Будріс і Волтер Міллер молодший, продавало свої найвідоміші оповідання дайджестам. Кантика за Лейбовіцем, написана Волтером Міллером-молодшим, була вперше опублікована в журналі Fantasy & Science Fiction.
Більшість журналів-дайджестів почали виходити в 1950-х роках, у період між фільмом «Місце призначення — Місяць», першим великим науково-фантастичним фільмом за останнє десятиліття, та запуском першого супутника, який викликав новий інтерес до космічних подорожей як реальної можливості. Більшість пережили лише кілька випусків. До 1960 року в газетних кіосках у Сполучених Штатах було лише шість наукових дайджестів, у 1970 році — сім, у 1980 році — п'ять, у 1990 році — лише чотири, а у 2000 році — лише три.

## Британські науково-фантастичні журнали
Першим британським науково-фантастичним журналом був Tales of Wonder, 1937—1942 рр., 16 випусків (якщо не брати до уваги Scoops, таблоїд для хлопчиків, який публікував 20 щотижневих випусків у 1934 році). За ним пішли два журнали, обидва під назвою Fantasy, один з яких випустив три випуски в 1938—1939 роках, а інший — у дайджесті, випустив три випуски в 1946—1947 роках. Британський науково-фантастичний журнал Нові світи (New Worlds) опублікував три пульпові номери в 1946—1947 роках, перш ніж змінити розмір на дайджест. За цими винятками, феномен пульпи, як і комікс, був переважно американським форматом. До 2007 року єдиним великим британським науково-фантастичним журналом, що зберігся, є Iнтерзона (Іnterzone), який видається у форматі «журналу», хоча доступні невеликі назви преси, такі як PostScripts і Polluto.

## Перехід від друкованих до онлайн-журналів наукової фантастики
Протягом останніх десятиліть тиражі всіх дайджестів науково-фантастичних журналів неухильно зменшувалися. Були спроби створення нових форматів, зокрема, журналів на глянцевому папері, скріплених скобами, у м'якій обкладинці та веб-журналів. Існують також різні напівпрофесійні журнали, які продаються накладом у кілька тисяч примірників, але часто публікують важливу фантастику.
Оскільки тиражі традиційних американських науково-фантастичних журналів зменшилися, нові журнали з'явилися онлайн від міжнародних невеликих видавців. У 2009 році один із співробітників журналу Science Fiction World, журналу наукової фантастики Китаю, який видавався найдовше, стверджував, що з «накладом 300 000 примірників на номер» це «найчитаніший науково-фантастичний журнал у світі», хоча подальші новини свідчать про те, що тираж стрімко впав після звільнення його головного редактора в 2010 році та відходу інших редакторів. Асоціація авторів наукової фантастики та фентезі Америки має список періодичних видань наукової фантастики, які платять достатньо, щоб вважатися професійними ринками.

## Список актуальних журналів
Щоб отримати повний список, включно з неіснуючими журналами, перегляньте список науково-фантастичних журналів.

### Американські журнали
- Abyss & Apex Magazine, 2003–дотепер
- Amazing Stories, 1926—2005
- Analog Science Fiction and Fact (також відомий як Astounding Stories, Astounding Science-Fiction and Analog Science Fact & Fiction), 1930–дотепер
- Apex Magazine, 2005–дотепер
- Aphelion, веб-журнал наукової фантастики та фентезі, 1997–дотепер
- Ares Magazine (нове видання) , 2017–дотепер (на основі неіснуючого журналу Ares[25])
- Asimov's Science Fiction (він же Isaac Asimov's Science Fiction Magazine), 1977–дотепер
- Bards and Sages Quarterly, 2009–дотепер
- Bull Spec, 2009–дотепер
- Cinefantastique, 1967–дотепер
- Clarkesworld Magazine, 2006–дотепер
- Compelling Science Fiction, 2016–дотепер
- Daily Science Fiction, 2010–дотепер
- Escape Pod, 2005–сьогодення, художній подкаст та онлайн
- Fantastic Universe, 1953—1960
- Fantasy & Science Fiction, 1949–дотепер
- FIYAH Literary Magazine, 2016-дотепер
- The Future Fire, 2005–дотепер, США/Велика Британія
- The Grantville Gazettes, 2003–дотепер
- Galaxy's Edge Magazine, 2013–дотепер
- Galaxy Science Fiction, 1950—1980
- GUD Magazine 2006–дотепер, друк/pdf
- Hypnos, 2012–тепер[26]
- Iluminations of the Fantastic (онлайн, 2020–дотепер)
- InterGalactic Medicine Show, 2005—2019
- Jim Baen's Universe, 2007—2010 (об'єднано з The Grantville Gazettes)
- Leading Edge (він же The Leading Edge Magazine of Science Fiction and Fantasy), 1981–дотепер
- Lightspeed, 2010–дотепер
- Locus: The Magazine of the Science Fiction & Fantasy Field, 1968–дотепер
- The Magazine of Fantasy & Science Fiction (він же The Magazine of Fantasy), 1949–дотепер
- Nebula Rift, 2012–дотепер[27]
- Not one of us, 1986–дотепер
- Perigelion Science Fiction, 1967—1969, 2012-дотепер
- Planet Magazine, 1994–дотепер
- Planetary Stories, 2005–дотепер
- Quantum Muse E-Zine, 1997–дотепер
- Satellite Science Fiction, 1956—1959
- Shimmer Magazine, 2005—2018
- Space Adventure Magazine, 2011–дотепер
- Space and Time Magazine, 1966–дотепер
- Star Wars Insider, 1987–дотепер
- Strange Horizons, 2000–дотепер
- Three-lobed Burning Eye, 1999–дотепер
- Uncanny Magazine, 2014–дотепер
- Unfit Magazine, 2018–дотепер
- Waylines Magazine, 2013–дотепер– США/Японія
- Weird Tales, 1923—1954, відроджено з 1988

### Британські журнали
- Arc, 2012–дотепер
- Doctor Who Magazine, 1979–дотепер
- Fever Dreams Magazine, онлайн-видання 2012–дотепер[28]
- The Future Fire, 2005–дотепер — США/Велика Британія
- Interzone, 1982–дотепер
- SFX, 1995–дотепер
- Starburst, 1977–дотепер

### Інші журнали
- Albedo One, 1993–дотепер, Ірландія
- Andromeda Spaceways Inflight Magazine, 2002–дотепер, Австралія
- Aurealis, 1990–дотепер, Австралія
- Світ фентезі, 2013–дотепер, Україна
- Das ist fantastisch!, 2014–дотепер, Україна
- Fantastyka (також відома як Nowa Fantastyka), 1982–дотепер , Польща
- Futura, 1992–дотепер, Хорватія
- Galaktika, 1972—1995, відроджено 2004–дотепер, Угорщина
- Helice, 2006–дотепер, Іспанія — Латинська Америка
- Kalpabiswa, 2016–дотепер, Індія
- Мир Фантастики, 2003–дотепер, Росія
- Mithila Review, 2016–дотепер, Індія
- Neo-opsis Science Fiction Magazine, 2003–дотепер, Канада (англійською)
- NewFoundSpecFic, 2009–дотепер, Канада (англійською)
- Nova Science Fiction, 1982—1987, відроджено з 2004 по теперішній час, Швеція
- On Spec, 1989–дотепер, Канада (англійською)
- Quarber Merkur, Австрія
- Portti, 1982–дотепер, Фінляндія
- РБЖ Азимут, 2006–дотепер, Україна
- Science Fiction World, 1979–дотепер, Китай
- Sci Phi Journal, 2014–дотепер, Бельгія
- SF Magazine, 1959–дотепер, Японія
- Sirius B, 2011–дотепер, Хорватія
- Solaris, 1974–дотепер, Канада (французька)
- Tähtivaeltaja, 1982–дотепер, Фінляндія
- Ubiq, 2007–дотепер, Хорватія
- Український фантастичний оглядач, 2007—2012, Україна
- Universe Pathways, 2005–дотепер, Греція
- Urania, 1952–дотепер, Італія
- Usva webzine, 2005–дотепер, Фінляндія